# アースダイバー (書籍)
『アースダイバー』は、思想家・人類学者の中沢新一によって書かれた2005年に書かれた著作、または一連のシリーズである。一連の著作のコンセプトも指す。

## 著作
『アースダイバー』は、『週刊現代』（講談社）に2004年1月から2005年2月にわたって連載され、2005年に出版され第9回桑原武夫学芸賞を受賞した。『大阪アースダイバー』は『週刊現代』（講談社）に2010年11月から2012年2月にわたって連載され、2012年に刊行された。ほか、『野生の科学』（2012年）に収録された「稲荷山アースダイバー」「甲州アースダイバー」「熱海のアースダイバー」といった個別の地域版アースダイバーがある。2014年には、雑誌「G2」 vol.15（講談社）において「海洋アースダイバー」の第一部「対馬編：カラでもヤマトでもなく、倭」が発表されている。それぞれの著作には洪積層と沖積層が複雑に入り組んだ縄文時代の地形図に、現代の地図上の神社・古墳・墓地・遺跡等を重ねた「アースダイビングマップ」が添付されている。また、2014年3月より、『週刊現代』誌上の新たな連載「アースダイバー active 《明治神宮アースダイバー》」が開始されている。この連載 では、明治の建築家や造園学者の知恵を結集した「思想としての明治神宮」を掘り起こし、神宮外苑を予定地とする国立競技場の建設計画に根本的な見直しを迫っている。

## 方法
方法としては、地質学年代上の第四紀（およそ258万8000年前から現在に至る時間軸。ヒト属の出現によって定義される）に起こった長期的な「人類と地形（景観）の相互交渉の過程」 に光を当て、歴史のなかで実際に起こった出来事や、神話・伝説を含む人間の無意識レベルでの表現を、具体的な土地との関わりのなかから読み解いていく点に特徴がある。考察の内容は歴史学・考古学・神話学・人類学・民俗学・人文地理学といった諸科学から文化批評・都市論・建築論・エコロジー・芸能芸術論などの諸分野を含み、現地でのフィールドワークをもとに、その土地にまつわる歴史の古層や無意識的な景観知の次元があきらかにされる。またシリーズ全体を通して、アフリカに発生した現生人類の海洋・大陸移動というグローバルな視野のなかで、日本列島の住民がどのように各地の都市や地域をつくりあげていったか、というダイナミックな関心が貫かれている。東京スカイツリーや東京タワーを主題とする「塔をめぐる二つのエッセイ」、Y字路の景観を論じた「Y字の秘法」、脳内地図と無意識過程との関係を論じた「野生の地図学」など（いずれも『野生の科学』所収）、地形と関係の深いさまざまなエッセイにもこの方法が生かされている。

## 名称の由来
「アースダイバー」という名称の由来は、世界が一面の水に覆われていたという原初の時代、水底に潜って「新しい世界」の大地の元になるわずかな泥土を持ってきたという、アメリカ先住民の潜水鳥神話に基づいている。第1作『アースダイバー』冒頭のエピグラフには、アルゴンキン語族の神話が掲載されている。

## 評価・批判
関東圏を中心に反響を呼び、NHK総合テレビの番組『ブラタモリ』（2008年 - 2012年）、書籍『東京スリバチ地形散歩』などの歴史の古層を探る散歩や、地形ブームの端緒になった。地質学者の羽鳥謙三は、普及書としては異色であると述べ、熟練のライターである中沢は「雑な知識をやたらめったらに料理している」が、「地形というもの見直してみる手掛かりになる」と評している。
自然科学的に厳密な著作ではないため、学者からは批判も少なくない。多摩美術大学の中沢のゼミ・首都大学東京大学院「インダストリアルアートプロジェクト演習」と共に本書のコンセプトをGoogle Earthを使って再解釈するコンテンツ「アースダイバーマップbis」 を作成した渡邉英徳は、本書を「小説」「楽しい読み物」と受け止めているため、「学術的視点からの批判については（意味はわかったとしても）不可解に感じてしまう」と述べている。建築家の河野裕は「アカデミックな論文や公的資料じゃないし、エンターテイメント性までとがめちゃったらつまらない」「ある程度のフィクション性を前提に(了解の上で)楽しんでる人のほうが多いだろう」と述べ、「読物」としては面白いと評価している。一方、まじめな研究論文として受け止めている人も少なくない、受け手側にも問題があるという指摘もある。東京大学海洋教育センターとの共同で、アースダイバーを基にした教育プログラムを開発し、高校生対象のフィールドワークも実施している。その際には地理学者の茅根創が学術的な面を補完している。
地理学者の小口高は、本書が地形ブームに貢献した点を評価しつつ、「地学の常識からは考えられない場所にまで縄文の海が入っ」ており、大きな誤りであると述べ、「しかし本の中では、縄文の海の分布を地学の成果を用いて復元したように記述し（p13～15）、地学書を参考文献に掲載。一方で海の分布はフィクションという表明はない」 と指摘している。中沢の緑の党は環境重視だが、そうであるなら「自然科学の正しい知識を踏まえるべきだが、この点に懸念がある。」と述べている。
慶應義塾大学の石川初は、「アースダイビングという「譬え話」でわかった気になるにはあまりに勿体ないほどに、これまで地理学や地形学や地質学や考古学が蓄積してきた知見はエキサイティングだし奥が深い」、また「地理学／地形学の成果とその応用としての都市観」という議論のひとつとして「アースダイバーの普及による誤解」を、学術的観点からあらため洗い直す必要があると述べている。この本の個人的に残念な点として、中沢の既往研究へのリスペクトがあまり感じられない点を挙げている。

## シリーズ
1. 中沢新一『アースダイバー』 講談社 2005年 ISBN 4-06-212851-9
2. 中沢新一『大阪アースダイバー』 講談社 2012年 ISBN 978-4-06-217812-9
3. 中沢新一『野生の科学』 講談社 2012年 ISBN 978-4-06-217744-3
4. 中沢新一 『アースダイバー 東京の聖地』 講談社  2017年 ISBN 978-4062209441

## その他
- 2005年10月24日に東京国際フォーラムで開催されたイベント「中洲産業大学&ほぼ日刊イトイ新聞 presents 『はじめての中沢新一。アースダイバーから、芸術人類学へ。』（出演：タモリ・中沢新一・糸井重里）には1500名の観客が訪れた[11]。
- 2005年12月27日、香椎由宇をナビゲーターとするフジテレビの特番『トーキョーアースダイビング』が放送された。
- 2010年4月16日、大阪城スクエア（大阪）で『大阪アースダイバーへの道』（出演：中沢新一・釈徹宗）が開催された[12]。
- 2011年2月8日、講談社ホール（東京）で『「アースダイバー」で読み解く東京・大阪』（出演：中沢新一・釈徹宗・平松邦夫）が開催された[13]。
- 2012年3月23日、北御堂・津村ホール（大阪）で『「アースダイバー」で読み解く東京・大阪』（出演：中沢新一・釈徹宗・江弘毅）が開催された。
- 2012年6月9日、明治大学駿河台キャンパスで開催された「第一回地域デザイン学会」では「地域のアースダイバー」という講演がおこなわれた。
- 2012年7月14日、新潟市で開催された「水と土の芸術祭」の関連シンポジウムでは「新潟アースダイバー入門」という講演がおこなわれた。